# 安江明夫
安江 明夫（やすえ あきお、1945年4月5日 - 2021年1月29日）は、日本の図書館員、国会職員。第19代国立国会図書館副館長。

## 経歴
石川県金沢市の金箔職人の家に生まれる。1969年、国際基督教大学教養学部社会科学科を卒業し、国立国会図書館入館。カナダ・モントリオール大学派遣、米国・コロンビア大学図書館学校留学、逐次刊行物部長、総務部関西館準備室長、関西館長などを経て、2004年12月同館副館長。2006年2月同館副館長を退任し顧問となる。
その後、専門図書館協議会顧問、学習院大学大学院講師、企業史料協議会副会長、日仏図書館情報学会長等を歴任。
2015年国際基督教大学同窓会第10回DAY賞受賞。
2021年1月29日、腎細胞がんのため死去。
2023年11月、安江いずみ編『追憶 安江明夫』刊行。

## 親族
実兄に岩波書店社長等を務めた安江良介、 妻に元渋沢栄一記念財団職員の小出（安江）いずみがいる。

## 著作
単著
- 『公共図書館と協力保存 : 利用を継続して保証するために : 法人化第一回総会記念講演記録 (多摩デポブックレット ; 1)』共同保存図書館・多摩, 2009

監修
- 『図書館,文書館における災害対策 (シリーズ本を残す ; 7)』サリー・ブキャナン 著, 小林昌樹, 三輪由美子, 永村恭代 訳, 日本図書館協会, 1998
- 『資料保存の調査と計画』日本図書館協会資料保存委員会 編集企画, 日本図書館協会, 2009
- 『資料保存のための代替』日本図書館協会資料保存委員会 編集企画, 日本図書館協会, 2010